# Simon Zimny
Simon Zimny (* 18. Mai 1927 in Divion, Département Pas-de-Calais; † 3. April 2007 in Épernay) war ein französischer Fußballspieler.

## Die Vereinskarriere
Als Jugendlicher spielte Simon Zimny unter anderem bei US Nœux-les-Mines, dem Verein aus dem Geburtsort von Raymond Kopa, mit dem er dann von 1951 bis 1956 bei Stade de Reims, dem seinerzeitigen Flaggschiff des französischen und europäischen Fußballs, in einer Mannschaft stand. Zimny kam bereits 1949 in die Champagne, gehörte zunächst der Amateurelf an und wurde erstmals 1950/51 auch in einigen Ligaspielen der Profis eingesetzt. Dabei gelang dem Außenverteidiger übrigens das einzige Ligator seiner acht Reimser Jahre. 1951/52 bestritt er schon fast die Hälfte der Spiele in der ersten Mannschaft, und als André Jacowski, der langjährige rechte Verteidiger der Rot-Weißen, am Saisonende seinen Platz räumte, bestimmte Trainer Albert Batteux den sachlichen, kantigen Zimny zu dessen Nachfolger.
Gleich die erste Saison als Stammspieler endete mit einem doppelten Titelgewinn für Simon Zimny: 1953 wurde Reims französischer Meister und gewann anschließend auch noch die Coupe Latine – das Verteidigerpaar Zimny/Marche hatte daran einen nicht zu unterschätzenden Anteil, sorgte es doch gemeinsam mit dem Abwehrchef, Mittelläufer Jonquet, und Torwart Paul Sinibaldi dafür, dass die hochkarätigen Angreifer Kopa, Glovacki, Pierre Sinibaldi, Appel und Méano, die zusammen 76 der 86 Tore in der Division 1 geschossen hatten, wenig nach hinten arbeiten mussten. Gegen eine solche Mannschaft, die zudem mit Penverne und Cicci auch noch über zwei vorzügliche Außenläufer verfügte, waren auch der FC Valencia und AC Mailand in den Spielen um die Coupe Latine chancenlos.
1953/54 „nur“ Vizemeister, gewann Zimny mit seinen Rémois 1955 seinen zweiten Meistertitel, wodurch die Mannschaft sich für den erstmals ausgespielten Europapokal der Landesmeister qualifizierte. Von Verletzungen über die Jahre weitestgehend verschont geblieben, bestritt er auch in diesem Wettbewerb 6 der 7 Spiele – darunter das Finale am 13. Juni 1956 im Pariser Prinzenpark, in dem sich Stade de Reims allerdings Real Madrid mit 3:4 beugen musste.
Am Ende der Spielzeit 1957/58 wurde Simon Zimny zum dritten Mal Landesmeister und gewann außerdem den französischen Pokal. Da sich aber mit Bruno Rodzik für die neue Saison ein junger, hoch talentierter Rechtsverteidiger „in Lauerstellung“ befand, wechselte Zimny, nicht ganz freiwillig, zu Stade Français Paris in die zweite Liga, stieg mit den Hauptstädtern sofort auf und beendete dort nach einer weiteren Saison in der Division 1 seine aktive Laufbahn.

### Stationen
- Olympique Hesdin-Marconne
- ASSB Oignies
- US Nœux-les-Mines
- Stade de Reims (1949–1958)
- Stade Français Paris (1958–1960)

## Der Nationalspieler
Am 9. Oktober 1955 bestritt Zimny im St. Jakob-Park in Basel sein einziges Spiel für die Französische Fußballnationalmannschaft beim 2:1-Sieg gegen die Schweiz.

## Leben nach dem Fußball
Anfang der 1960er Jahre ließ Simon Zimny sich in Épernay, nur wenige Kilometer von Reims entfernt, nieder und arbeitete als Sportlehrer. Dort starb er kurz vor Vollendung seines 80. Lebensjahres im April 2007.

## Palmarès
- Französischer Meister: 1953, 1955, 1958
- Französischer Pokalsieger: 1958
- Europapokal der Landesmeister: Finalist 1956
- Gewinner der Coupe Latine: 1953
- 1 A-Länderspiel
- 197 Spiele (1 Tor) für Stade de Reims in der Division 1 (bei Stade Français in der D1 nicht mehr eingesetzt)